# 黄损
黄损（?—?），字益之。连州（今广东连州市）人，五代十国南汉诗人。
黄损年幼勤奋好读，通晓经史，胸怀大志。隐居静福山，潜心学问，研习兵法，稀与世俗接触。为学以博通擅长，擅长诗赋，遇到美好的山水，留题几遍。从匡庐处士陈沆学习，自己说所学未广，于是担囊游洞庭名胜，结交天下名士。常著三书，类似《阴符》、《鬼谷子》，名为《三要》。后梁时至汴京应进士考试，龙德二年（922年）登第。后唐灭后梁，损从京城返回岭南，为南汉高祖刘䶮重用。他向南汉高祖献上治国十策，内中提出重贤才、斥小人。授永州团练判官，为南汉占领湖南诸州立有大功。官至尚书左仆射、同平章事。刘䶮建南薰殿，极谏忤旨，退居永州，病卒。工诗赋，曾与郑谷、齐己定近体诗诸格。著有《桂香集》，已佚。现在存有南汉黄损墓。